# Olimpiadi degli scacchi del 1928
Le Olimpiadi degli scacchi del 1928 si tennero dal 21 luglio al 6 agosto a L'Aia in concomitanza con i giochi della IX Olimpiade. Fu la seconda edizione ufficiale organizzata dalla FIDE e comprese una sezione open, oltre a numerosi eventi destinati a promuovere gli scacchi tra i quali il Campionato del mondo per dilettanti che si concluse con la vittoria di Max Euwe.
Il torneo vide la partecipazione di 17 squadre nazionali, tutte europee ad eccezione dell'Argentina e degli Stati Uniti, per un totale di 86 giocatori. Le partite si svolsero con limite di tempo di 60 minuti per le prime 20 mosse.
Il torneo, giocato con un girone all'italiana su quattro scacchiere, vide la vittoria della squadra ungherese come nella edizione precedente, mentre il premio come miglior giocatore andò allo statunitense Isaac Kashdan.

## Risultati assoluti
| Pos. | Nazione        | Giocatori                                                            | Punti |
| ---- | -------------- | -------------------------------------------------------------------- | ----- |
|      | Ungheria       | Nagy, Steiner E., Vajda, Havasi                                      | 44    |
|      | Stati Uniti    | Kashdan, Steiner H., Factor, Tholfsen, Hanauer                       | 39,5  |
|      | Polonia        | Makarczyk, Frydman, Regedziński, Chwojnik, Blass                     | 37    |
| 4    | Austria        | Hönlinger, Lokvenc, Müller, Wolf, Beutum                             | 36,5  |
| 5    | Danimarca      | Norman-Hansen, Andersen, Gemzøe, Ruben                               | 34    |
| 6    | Svizzera       | Rivier, Gygli, Voellmy, Naegeli, Henneberger M., Michel              | 34    |
| 7    | Cecoslovacchia | Gilg, Prokeš, Pokorný, Rejfíř, Schulz, Teller                        | 34    |
| 8    | Argentina      | Fernández Coria, Maderna, Palau, Reca, Grau                          | 33,5  |
| 9    | Germania       | Wagner, Hilse, Schönmann, Blümich, Foerder                           | 31,5  |
| 10   | Paesi Bassi    | Weenink, Kroone, Van den Bosch, Schelfhout, Wertheim W., Wertheim J. | 31,5  |
| 11   | Francia        | Gaudin, Betbeder, Duchamp, Crépeaux, Muffang, Drezga                 | 31    |
| 12   | Belgio         | Sapira, Koltanowski, Censer I., Dunkelblum                           | 31    |
| 13   | Svezia         | Stoltz, Jacobson, Ståhlberg, Karlin, Jonsson                         | 31    |
| 14   | Lettonia       | Apšenieks, Strautmanis, Petrovs, Taube, Melnbārdis                   | 30    |
| 15   | Italia         | Monticelli, Sacconi, Hellmann, Calapso, De Nardo, Marotti            | 26,5  |
| 16   | Romania        | Bródy, Proca, Balogh, Gudju                                          | 25,5  |
| 17   | Spagna         | Marin y Llovet, Cortes, Aguilera, Ribera, Molla                      | 13,5  |

## Risultati individuali
Non venne applicata nessuna distinzione di ordine di scacchiera e vennero assegnati premi solo ai sei migliori giocatori.
| Pos. | Giocatore          | Punti | Partite | %     |
| ---- | ------------------ | ----- | ------- | ----- |
|      | Isaac Kashdan      | 13    | 15      | 86,7% |
|      | André Muffang      | 12,5  | 16      | 78,1  |
|      | Teodor Regedziński | 10    | 13      | 76,9  |
| 4    | Endre Steiner      | 11,5  | 16      | 71,9  |
| 4    | Géza Nagy          | 11,5  | 16      | 71,9  |
| 6    | William Rivier     | 7,5   | 11      | 68,2  |

## Campionato mondiale di scacchi per dilettanti
In concomitanza con le olimpiadi si svolse anche il secondo campionato di scacchi per dilettanti. I risultati furono i seguenti:
| Pos. | Giocatori                  | Punti |
| ---- | -------------------------- | ----- |
|      | Max Euwe                   | 12    |
|      | Dawid Przepiórka           | 11    |
|      | Hermanis Matisons          | 10    |
| 4    | Manuel Golmayo Torriente   | 9,5   |
| 4    | Karel Treybal              | 9,5   |
| 4    | Norman Whitaker            | 9,5   |
| 7    | Carl Carls                 | 9     |
| 8    | Albert Becker              | 7     |
| 9    | André Chéron               | 6     |
| 9    | Allan Nilsson              | 6     |
| 9    | Stefano Rosselli del Turco | 6     |
| 12   | Lajos Steiner              | 5,5   |
| 12   | José Araiza                | 5,5   |
| 12   | Anatol Tschepurnoff        | 5,5   |
| 15   | Alexandru Tyroler          | 5     |
| 16   | Walter Henneberger         | 3     |